# Gaillac-Toulza
Gaillac-Toulza – miejscowość i gmina we Francji, w regionie Oksytania, w departamencie Górna Garonna.
Według danych na rok 1990 gminę zamieszkiwało 770 osób, a gęstość zaludnienia wynosiła 19 osób/km² (wśród 3020 gmin regionu Midi-Pireneje Gaillac-Toulza plasuje się na 430. miejscu pod względem liczby ludności, natomiast pod względem powierzchni na miejscu 159.).